# Jammu Cantonment
Jammu Cantonment è una suddivisione dell'India, classificata come cantonment board, di 30.107 abitanti, situata nel distretto di Jammu, nel territorio del Jammu e Kashmir. In base al numero di abitanti la città rientra nella classe III (da 20.000 a 49.999 persone).

## Geografia fisica
La città è situata a 32° 42' 07 N e 74° 53' 37 E.

## Società

### Evoluzione demografica
Al censimento del 2001 la popolazione di Jammu Cantonment assommava a 30.107 persone, delle quali 18.386 maschi e 11.721 femmine. I bambini di età inferiore o uguale ai sei anni assommavano a 4.444, dei quali 2.639 maschi e 1.805 femmine. Infine, coloro che erano in grado di saper almeno leggere e scrivere erano 22.181, dei quali 14.624 maschi e 7.557 femmine.